# کایارپتس
کایارپِتس (به مجاری:  Kajárpéc) یک شهرداری در مجارستان است که در ناحیه دیور واقع شده‌است. کایارپتس ۳۱٫۸۹ کیلومتر مربع مساحت و ۱٬۳۸۹ نفر جمعیت دارد.